# Magdalenen-Kapelle (Kirchgandern)

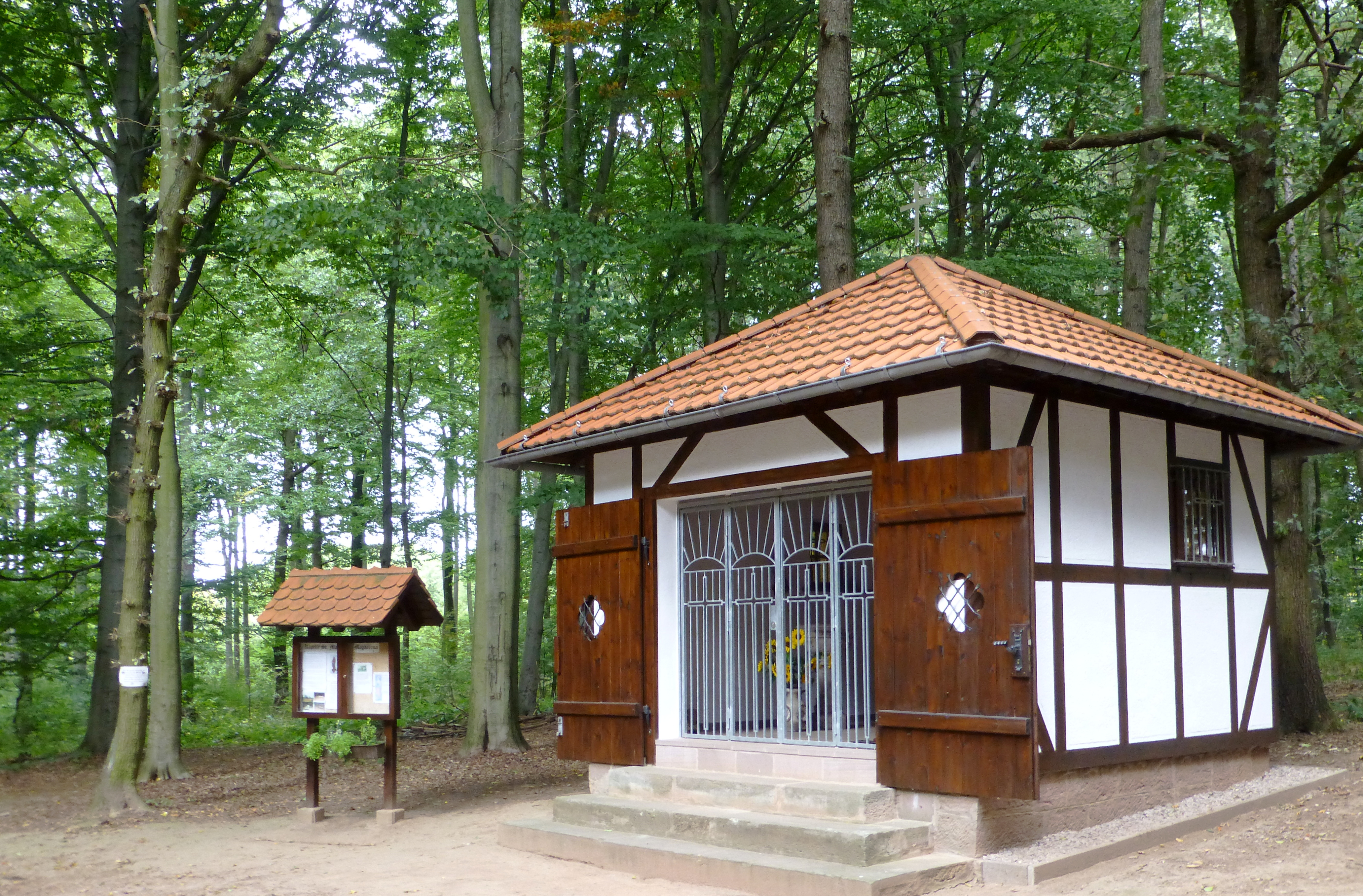
Die Kapelle

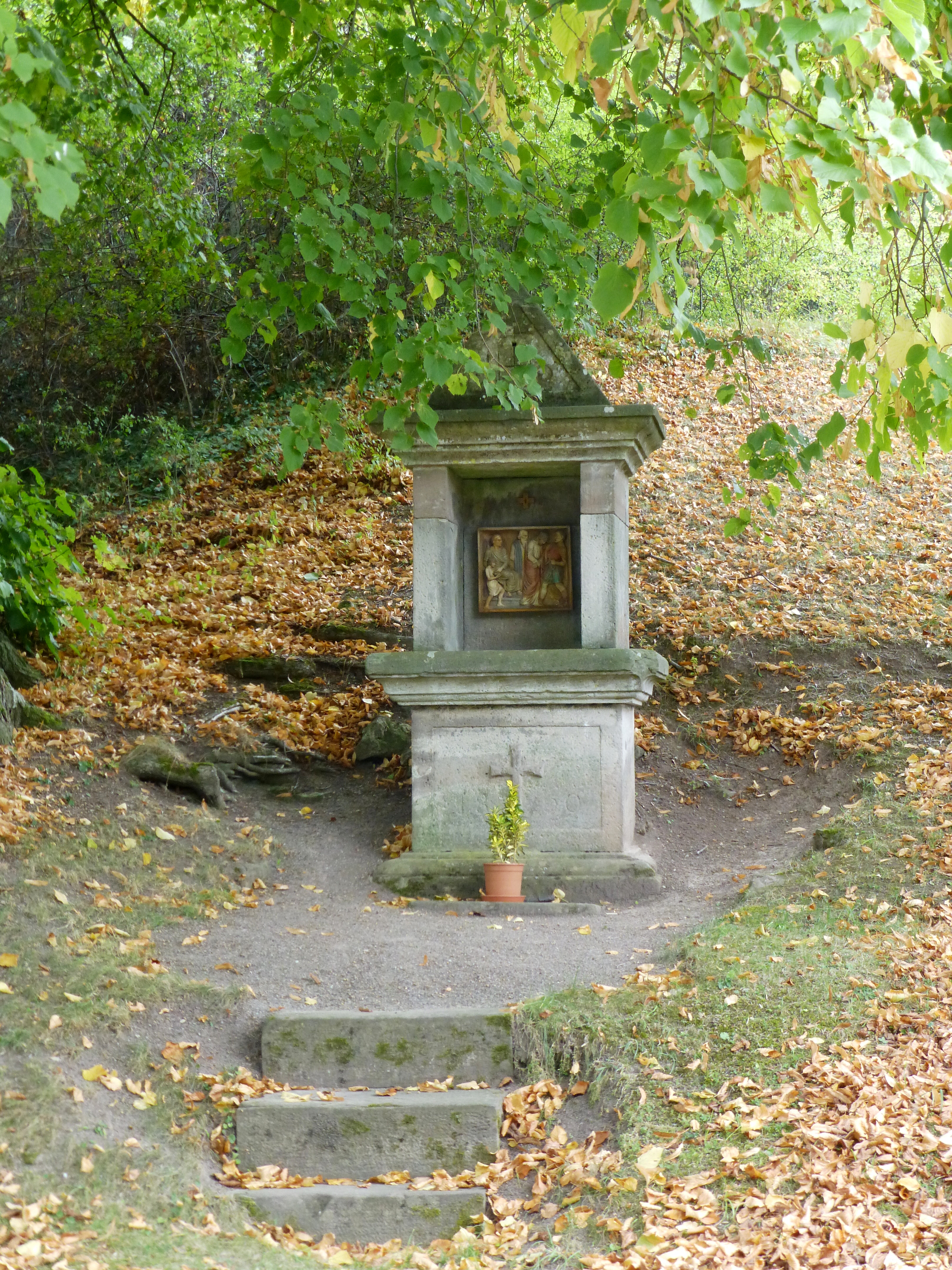
Erste Station des Kreuzweges zur Magdalenenkapelle

Die römisch-katholische Kapelle St. Maria Magdalena steht bei Kirchgandern im thüringischen Landkreis Eichsfeld. Sie gehört zur Pfarrei St. Matthäus Arenshausen im Dekanat Heiligenstadt des Bistums Erfurt. Sie trägt das Patrozinium des heiligen Maria Magdalena.

## Lage
Die Kapelle befindet sich auf dem Eichholz nahe der Dreischulzeneiche, wo die Gemarkungen von Kirchgandern, Reiffenhausen und Rustenfelde zusammentreffen. Ein alter Grenzstein von 1743 erinnert dort an die ehemals Braunschweigisch-Mainzische Grenze und heutige Niedersächsisch-Thüringische Landesgrenze. Von 1952 bis 1990 verlief hier die Innerdeutsche Grenze mit ihren Einschränkungen für die Anwohner und Nachbarn. Der westliche Ausgang des Heidkopftunnels befindet sich nur wenige hundert Meter in nördlicher Richtung entfernt. Die Kapelle und der Stationsweg liegen am „Weg der Geschichte“, einem von der Kolpingjugend Erfurt angelegten Rundwanderweg entlang der ehemaligen Grenze und heutigen Grünem Band.

## Geschichte
Die erste Kapelle wurde 1852 nach einer Hungersnot zusammen mit dem Kreuzweg errichtet. 1928 erfolgte eine Restaurierung der Kapelle. Nach Einführung des Grenzregimes im Jahr 1952 lag dieser Ort mitten im Grenzgebiet der DDR nahe dem Grenzzaun. Kapelle und Stationsweg waren dann nur noch eingeschränkt und schließlich überhaupt nicht mehr erreichbar und dem Verfall überlassen.
Nach der Wende organisierten die Gläubigen von Kirchgandern und aus der Umgegend 1991 den Wiederaufbau auf den Grundmauern der Vorgängerin. Am 22. Dezember 1991 wurde die neu errichtete Kapelle durch Weihbischof Hans-Reinhard Koch geweiht; am 28. Juli 1996 wurde auch der wiedererrichtete Kreuzweg, der vom Dorf zur Kapelle führt, eingeweiht.
Mit einem Festgottesdienst wurde am 26. Juli 2011 am Magdalenentag dieses Datums gedacht.

## Stationsweg
Der Stationsweg mit 14 Stationen wurde zusammen mit der Kapelle aus einheimischen Sandstein errichtet. Er beginnt oberhalb von Kirchgandern am Kahlenberg und führt entlang eines Waldstreifens bis zur Kapelle. 1928 erhielten die Kreuzwegstationen neue Bilder. Nach 1952 lag der Weg im Schutzstreifen der Grenze und durfte nicht mehr betreten werden, mit Errichtung des Grenzsicherungszaunes waren die Stationen unerreichbar, verfielen und wurden zerstört. 1991 wurde der Stationsweg wieder hergerichtet.